# Régiment Royal cavalerie
Pour les articles homonymes, voir Régiment Royal.
Le régiment Royal cavalerie est un régiment de cavalerie du royaume de France, créé en 1635 sous le nom de régiment Cardinal-Duc cavalerie, il prit le nom de Royal cavalerie à la mort du cardinal de Richelieu, devenu sous la Révolution le 2e régiment de cavalerie puis à partir du Premier Empire le 2e régiment de cuirassiers.

## Colonels et mestres de camp
- 16 mai 1635 : François de Barthon, vicomte de Montbas
- 10 janvier 1652 : M. de Camférand
- 13 janvier 1654 : Jean François de Trémollet-Buccelli, marquis de Montpezat[1]
- 23 janvier 1654 : Louis François de Trémollet-Buccelli, marquis de Montpezat[2]
- avril 1666 : François, duc de La Rochefoucauld, prince de Marcillac[3]
- 1670 : N. du Saillant, comte d'Estaing
- 4 février 1672 : N. marquis de Plancy
- avril 1674 : François Philippe de Castille, marquis de Chenoise
- 29 août 1675 : Nicolas Auguste de La Baume, marquis de Montrevel[4]
- 22 juillet 1677 : Léonor Marie du Maine du Bourg, comte du Bourg[5]
- décembre 1701 : N. du Maine, comte du Bourg
- 19 décembre 1706 : Maximilien Henri de Béthune, duc de Sully
- 1712 : Louis, comte de Melun
- 1724 : N., prince d'Épinoy
- 25 février 1738 : Anne Pierre d'Harcourt, comte de Beuvron
- 6 mars 1743 : Augustin Louis Hennequin, marquis d'Ecquevilly
- 10 février 1759 : Armand Louis, marquis de Sérent
- 15 février 1771 : Armand François Hennequin, comte d'Ecquevilly
- 10 mars 1788 : Ferdinand de Châtillon, marquis de Moyria
- 21 septembre 1788 : Henri Thomas Charles de Preissac-Fézenzac, duc d'Esclignac
- 1790 : chef d'escadron F.L. Antoine commandant le régiment par intérim.
- 5 février 1792 : Louis de La Pinserie d'Hauboutet
- 23 mai 1792 : Edme Henri de Beaujeu
- 15 mai 1793 : Xavier Frédéric de Marne
- 9 novembre 1793 : Jacques Magron
- 27 juillet 1794 : Jean Antoine Étienne Radal
- 7 décembre 1798 : Jean Frédéric Yvendorf
- 27 décembre 1805 : Claude Louis, baron Chouard
- 7 septembre 1811 : Pierre de Rolland
- 5 novembre 1813 : Léonard Morin
- 17 mars 1814 : Louis, baron de La Biffe
- 28 septembre 1814 : Jean Guillaume de Lacroix
- avril 1815 : Louis Stanislas Francois Grandjean

## Création et différentes dénominations
- 16 mai 1635 : création du régiment Cardinal-Duc cavalerie
- 30 juillet 1636 : le régiment est supprimé
- 24 janvier 1638 : le régiment est rétabli sous le nom de régiment Cardinal-Duc cavalerie
- 1er août 1643 : renommé régiment Royal cavalerie
- 1er décembre 1761 : renforcé par incorporation du régiment de Vogué cavalerie[6]
- 1er janvier 1791 : devient le 2e régiment de cavalerie
- 24 septembre 1803 : transformé en 2e régiment de cuirassiers

## Historique des garnisons, combats et batailles du régiment

### Régiment Cardinal-Duc cavalerie (1635-1643)

#### Guerre franco-espagnole
Ce régiment est le premier des douze que le cardinal de Richelieu organisa le 16 mai 1635 dans le cadre de la guerre franco-espagnole. Il voulut en être le chef et il lui imposa le titre de régiment Cardinal-Duc cavalerie. Il le composa avec de vieilles compagnies de gendarmes et de chevau-légers, et mit à sa tête le François de Barthon, vicomte de Montbas, qui le conduisit immédiatement à l'armée de Picardie, et plus tard en Lorraine, où il prit part au combat de Vaudrevange. 
Réduit en compagnies séparées le 30 juillet 1636, celles-ci sont employées au siège de Corbie. 
En 1637 le régiment est à la prise de Landrecies, Maubeuge et La Capelle.
Rétabli le 24 janvier 1638, le régiment n'a plus eu d'interruption dans son existence, jusqu'à la fin de 1815. On trouve cette année Cardinal-duc à l'armée de Flandre, au siège de Saint-Omer et au combat de Polincove le 8 juin.
En 1639, le régiment est à la prise de Lillers et d'Hesdin, et à l'attaque de trois postes retranchés entre Aire et Saint-Venant durant laquelle il y arrête l'effort de l'ennemi qui voulait aller secourir un corps de Croates attaqué sous ses yeux, et donne le temps aux troupes françaises d'achever leur œuvre. 
En 1640, il est employé au siège d'Arras, et soutient un combat près de Bapaume le 19 juillet.
Le régiment Cardinal-duc cavalerie fait en 1641 les sièges d'Aire, de La Bassée, et de Bapaume. 
En 1642, il est à l'armée de Flandre et à la bataille de Honnecourt, sous le comte d'Harcourt. Le duc de Richelieu meurt le 4 décembre, et lègue par testament son régiment au roi, qui n'en jouit guère, étant mort lui-même le 14 mai 1643.
À la mort du cardinal, le 4 décembre 1642, le  régiment de cavalerie Cardinal-Duc devient la propriété du roi et va changer de nom devenant le régiment Royal Cavalerie, nom qu'il a porté pendant 157 ans. 
Son dernier exploit sous son ancien nom fut à Rocroi, le 19 mai 1643. Il perça deux fois un bataillon de 3 000 Espagnols. Le mestre de camp François de Barthon, vicomte de Montbas y fut blessé, pris et délivré par ses soldats dans la seconde charge.

### Régiment Royal cavalerie (1643-1791)

#### Guerre franco-espagnole
Le régiment assista encore cette année 1643 à la prise ou aux affaires d'Émery, de Barlemont, Maubeuge, Binche, Thionville et Sierck.
En 1644 le régiment Royal cavalerie est au siège de Gravelines
En 1645, il est à ceux de Bourbourg et de Menin
En 1646, il est à la conquête de Courtrai, Bergues, Mardyck, Furnes et Dunkerque
En 1647, il est à la défaite des Lorrains et à la prise de Lens et de La Bassée
En 1648 il est au siège de Furnes.
Appelé à participer au blocus de Paris dans les commencements de la Fronde, il retourne toutefois au printemps de 1649 en Picardie, et contribue à la défaite infligée au duc de Lorraine, Charles, près de Valenciennes, puis aux sièges de Cambrai, Condé et Maubeuge. 
En 1650, on le rencontre ensuite à la bataille de Rethel, à celle du faubourg Saint-Antoine en 1652, et en 1653 en garnison à Melun. 
François de Barthon, vicomte de Montbas, le mestre de camp du régiment, était mort en 1652, et on ne sut pas lui trouver immédiatement un successeur. Le régiment resta pendant cet intérim sous les ordres de M. de Camférand, mestre de camp-lieutenant d'un autre régiment appartenant au roi, et il servit avec lui en Champagne.
Le régiment Royal cavalerie était à Soissons quand son nouveau mestre de camp-lieutenant, Jean François de Trémollet-Buccelli, marquis de Montpezat, vint en prendre possession le 13 janvier 1654. Il fut autorisé à le céder immédiatement à son fils, Louis François de Trémollet-Buccelli, marquis de Montpezat, qui le conduisit à l'armée de Flandre, où il prit part à l'attaque des lignes d'Arras et à la prise du Quesnoy. 
On le voit en 1655 aux sièges de Landrecies et de Saint-Ghislain, et à la surprise du château de Brifeuil. Il était à cette date fort de 15 compagnies.
En 1656, après avoir contribué à faire lever le siège de Valenciennes, il partit pour le
Nivernais où des troubles graves menaçaient de finir en révolte ouverte. La paix assurée de ce côté, il fut dirigé, par les mêmes motifs, sur la basse Normandie. Il y passa l'hiver et retourna ensuite à l'armée de Flandre. 
Le 11 juin 1657, le roi Louis XIV vit, pour la première fois, son régiment de cavalerie à La Fère.
Le régiment Royal cavalerie  prit, en 1658, une part brillante à la victoire remportée aux Dunes sur les Espagnols
Le roi rendit, le 22 octobre 1664, une ordonnance portant que lorsque les compagnies du régiment Royal de cavalerie escadronneront avec d'autres compagnies de chevau-légers, elles auront la droite, à l'exception toutefois de celles du Colonel général, du Mestre de Camp Général et de Commissaire général de la cavalerie légère, auxquelles seules elles céderont le rang. En cette année 1664, il n'existait plus que 4 régiments sur pied, et le reste de la cavalerie était en compagnies franches, notamment les compagnies des officiers généraux de l'état-major. L'esprit de cette ordonnance a été maintenu dans la suite, et a déterminé le rang hiérarchique des corps de troupes à cheval.
Il fut, après la paix, mis en quartiers dans le Boulonnais, où il demeura jusqu'à l'année 1666.

#### Guerre de Dévolution
Appelé cette année au camp de Compiègne, il partit de là en 1667, dans le cadre de la guerre de Dévolution, pour la conquête de la Flandre, sous les ordres d'un nouveau chef, François, duc de La Rochefoucauld, prince de Marcillac, de la maison de La Rochefoucauld, et fils de l'auteur des Maximes. Après avoir passé l'hiver à Audenarde, le régiment Royal cavalerie partit pour la Franche-Comté, qui fut conquise en quelques semaines.

#### Guerre de Hollande
Le régiment Royal cavalerie sert avec le régiment de Turenne dès le début de la guerre de Hollande, en 1672. Il l'accompagne ensuite dans le Brandebourg, en Alsace et dans le pays de Bade. Le mestre de camp, François Philippe de Castille, marquis de Chenoise, est tué au combat d'Altenheim en 1675.
En 1676, le régiment est à l'armée de Flandre et contribue à la prise de Bouchain, de Condé, d'Aire, et marche au secours de Maastricht. 
En 1677, il est devant Valenciennes et Cambrai, et combat à Cassel.
Il commence la campagne de 1678 aux sièges de Gand et d'Ypres, et va la terminer en Allemagne. Au siège de Kehl, et pendant l'attaque du fort de l'Étoile, il enfonce 1 500 chevaux impériaux sortis de Strasbourg, en rejette la plus grande partie dans cette place et ramène au camp 300 prisonniers. 
Il participe, en 1679, à la prise d'Hombourg et de Bitche.
La paix revenue, on trouve régiment Royal cavalerie en 1680 à Vesoul, en 1681 au camp d'Artois et en 1682 à celui de Flandre.

#### Guerre des Réunions
Dans le cadre de la guerre des Réunions on trouve le régiment en 1683 au siège de Courtrai et en 1684 à celui de Luxembourg.

#### Guerre de la Ligue d'Augsbourg
Appelé à faire partie de l'armée d'Allemagne en 1688, dans le cadre de la guerre de la Ligue d'Augsbourg il prend part à tous les faits de guerre accomplis dans le Palatinat.
Il se distingue en 1692 au combat de Pforzheim.
En 1693, il est à la prise d'Heidelberg, de Wingenberg, d'Eppelheim, de Weinheim, Darmstadt, et prend ses quartiers
d'hiver en Alsace.
Il est en 1694 au combat de Wislok, et ne quitte plus cette frontière jusqu'à la paix de Ryswick.

#### Guerre de Succession d'Espagne
En 1701, dans le cadre de la guerre de Succession d'Espagne, il est envoyé dans le Luxembourg, puis sur la basse Meuse, et occupe le camp de Richel entre Liège et Maastricht. 
Rappelé sur le Rhin en 1702, il est à la canonnade d'Huningue, à la bataille de Friedlingen, où le futur maréchal de Belle-Isle, alors capitaine
au corps, fut blessé. 
On le suit en 1703 à l'attaque des retranchements de la Kinzig, à l'attaque des lignes de Stollhofen, des retranchements de la vallée de Hornberg, au combat de Munderkingen, à la première bataille d'Höchstädt, à la prise de Kempten et d'Augsbourg. 
En 1704, il combat à Donauwörth et à la deuxième bataille d'Höchstädt, ou de
Blenheim où le capitaine de Belle-Isle y est encore blessé. Après ce désastre, le régiment Royal cavalerie est ramené sur le Rhin et la Moselle. Il demeura sur cette frontière jusqu'à la paix.
Le jeune duc de Richelieu, celui que la prise de Port-Mahon devait faire maréchal, capitaine d'emblée dans le régiment Royal cavalerie, fit là ses premières armes en 1713 aux sièges de Landau et de Fribourg.

#### Guerre de la Quadruple-Alliance
Le régiment Royal cavalerie a fait partie en 1719, pendant la guerre de la Quadruple-Alliance d'un corps d'observation sur les frontières d'Espagne.

#### Période de paix
On le voit en 1727 au camp de Richemont entre Metz et Thionville, et en 1732 au camp de Gray. 

#### Guerre de Succession de Pologne
En 1733, lors de la Guerre de Succession de Pologne, il revient sur le Rhin, fait le siège de Kehl et celui de Philippsbourg, et assiste aux deux affaires des lignes d'Ettlingen et de Klausen.
En 1734, il est à la bataille de San Pietro et celle de Guastalla.
A la paix, en 1738, il est mis en garnison à Wassy.

#### Guerre de Succession d'Autriche

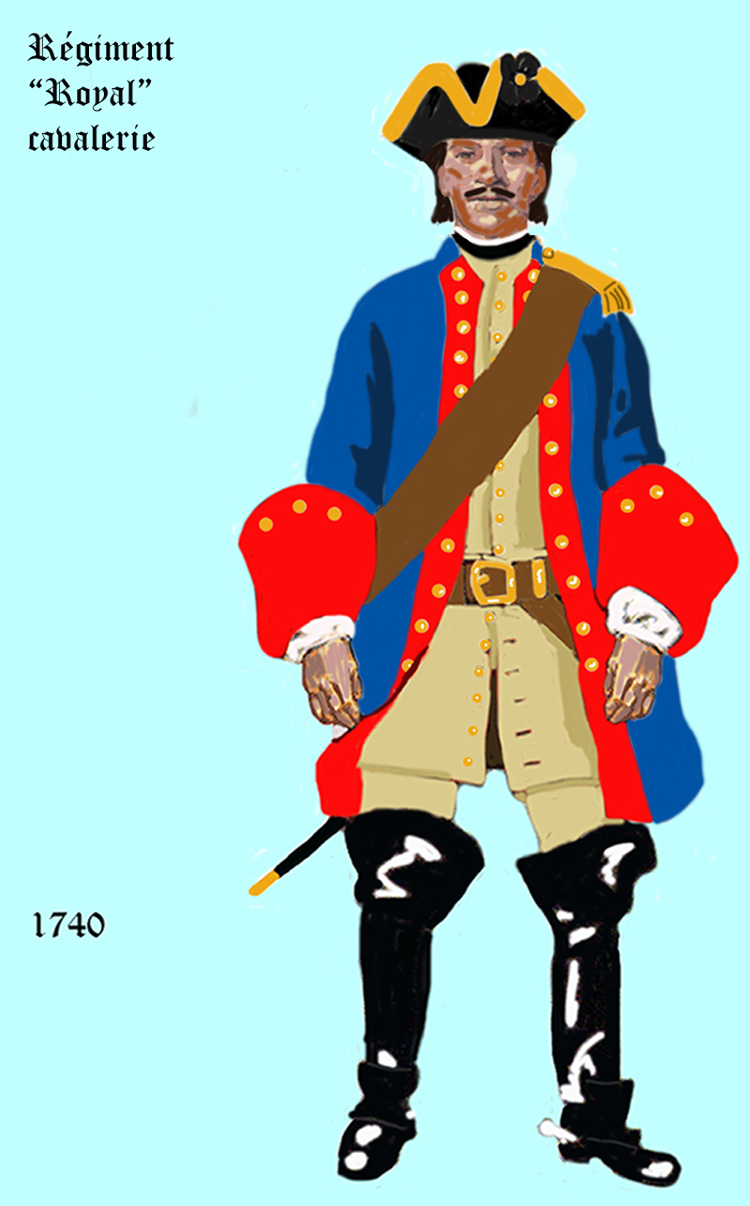
régiment Royal cavalerie de 1740 à 1757

Parti de Lauterbourg le 21 août 1741, au début de la guerre de Succession d'Autriche, il se rend à Pilsen en Bohême, assiste à la prise de Prague et à la bataille de Sahay et à toutes les opérations de la retraite vers la France, qu'il atteignit en février 1743. Il se refait à Colmar et il est cité la même année pour sa conduite à la bataille de Dettingen.
Après avoir passé l'hiver à Gisors, il rallie l'armée de Flandre au commencement de 1744, se trouve à la prise de Menin, d'Ypres et de Furnes, retourne en Alsace, combat à Augenheim, couvre les opérations du siège de Fribourg et revient en Flandre, où il prend ses quartiers d'hiver à Gand. 
Il est en 1745 à la bataille de Fontenoy, à la prise de Tournai, d'Audenarde, Termonde et d'Ath.
En 1746, il est à la bataille de Raucoux.
En 1747, il combat à Lawfeld.
En 1748, il est à la prise de Maastricht.

#### Période de paix
6 étendards « de soie bleue, Soleil au milieu et fleurs de lys brodées d’or et devise du Roi, Nec pluribus impar, frangez d’or ».

Étendard du régiment Royal cavalerie
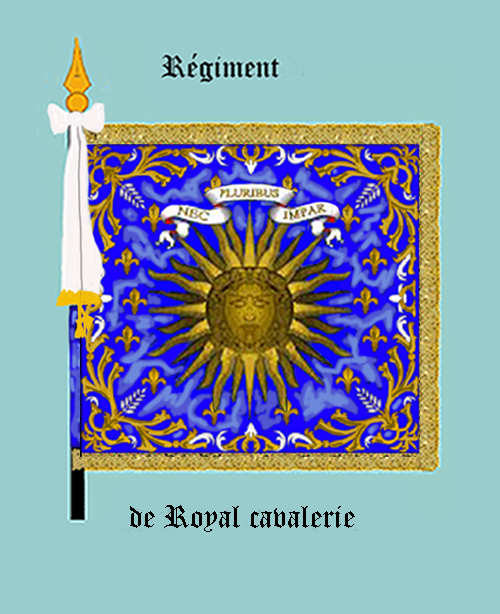
étendard vers 1750, avers

La paix le fit rentrer en France, où il occupa les garnisons de Vitry-le-François en 1748, Neufchâteau en 1749, Landrecies et Avesnes en 1750, Rennes en 1751, et Sedan en 1754, avant de partir au camp d'Aimeries-sur-Sambre, qu'il quitte pour aller à Caen et Bayeux.

#### Guerre de Sept Ans

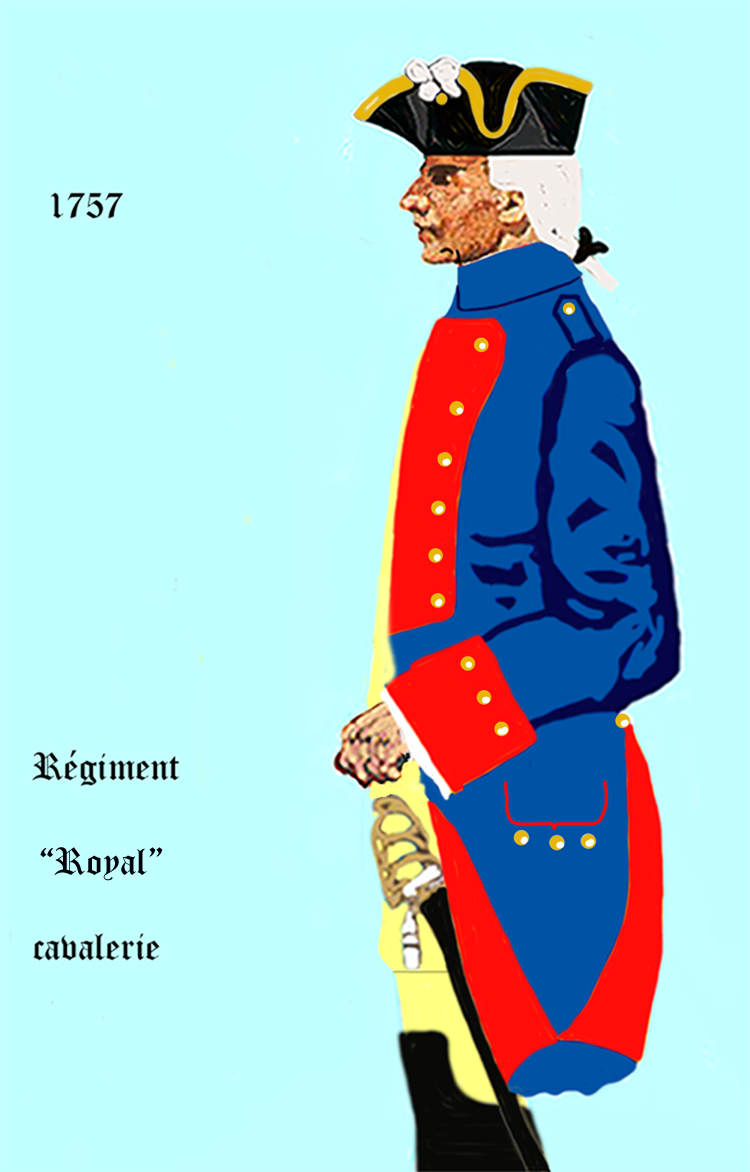
régiment Royal cavalerie de 1757 à 1762
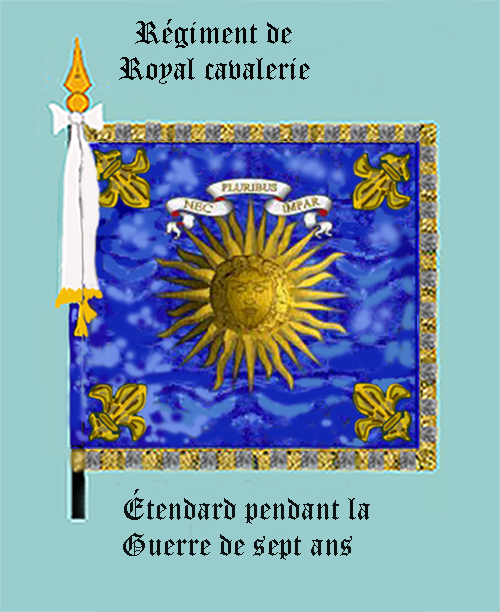
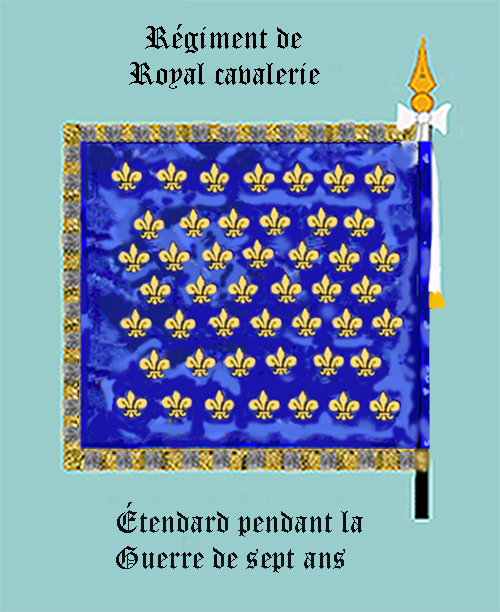

Au début de la guerre de Sept Ans, en 1756, il occupe Soissons et Le Quesnoy.
En 1757, il est à Maubeuge et Charleroi, et c'est de là qu'il part pour l'Allemagne. Il prend part cette année à la bataille de Hastenbeck et à toutes les opérations du Hanovre.
Il rentra en France en mars 1758. 
En 1759, le régiment Royal cavalerie revient en Allemagne et fait les trois dernières campagnes de la guerre.
En 1761, le régiment de Vogué cavalerie est incorporé dans le régiment Royal cavalerie, dont la réorganisation date du 19 avril 1763.

#### Période de paix

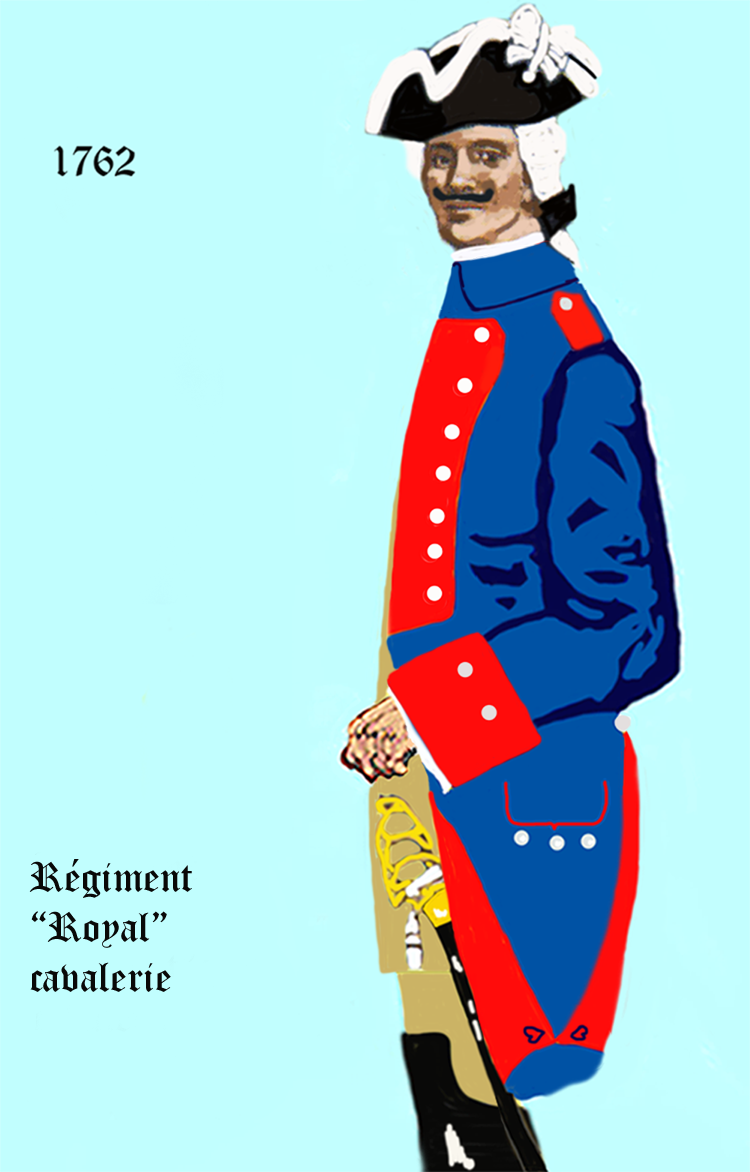
régiment Royal cavalerie de 1762 à 1767
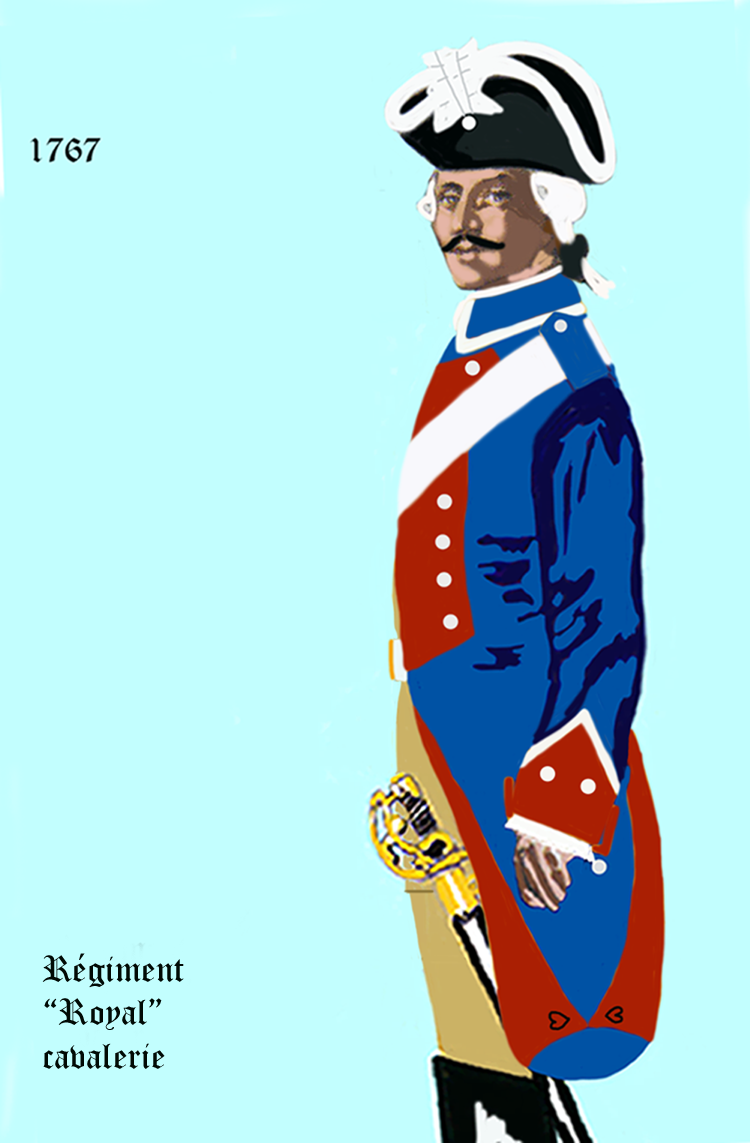
régiment Royal cavalerie de 1767 à 1776
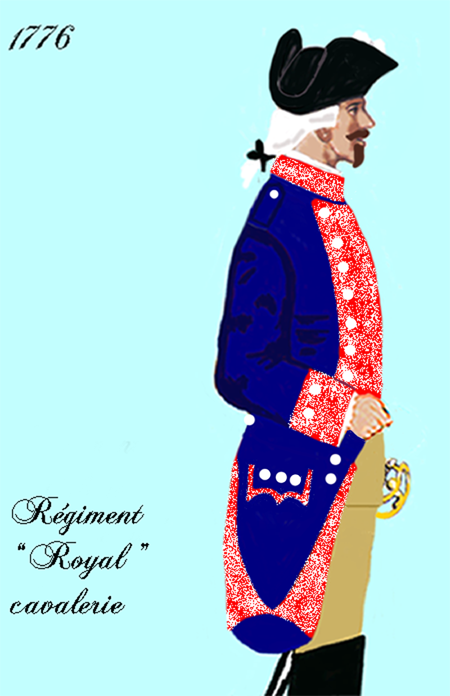
régiment Royal cavalerie de 1776 à 1779
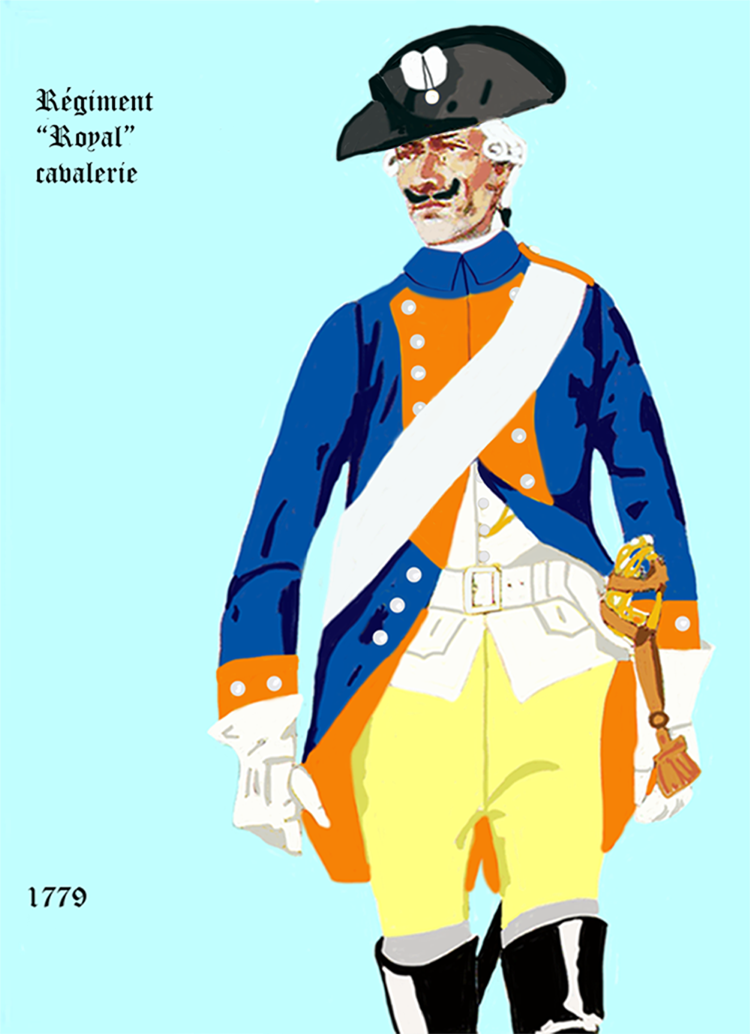
régiment Royal cavalerie de 1779 à 1786
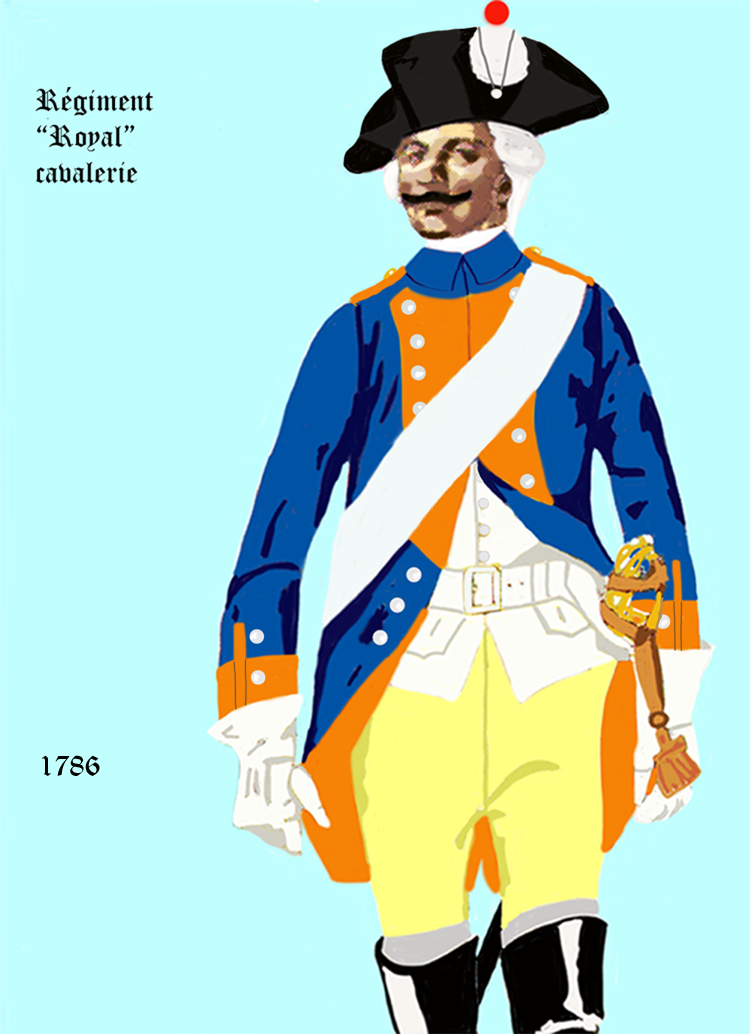
régiment Royal cavalerie de 1786 à 1791
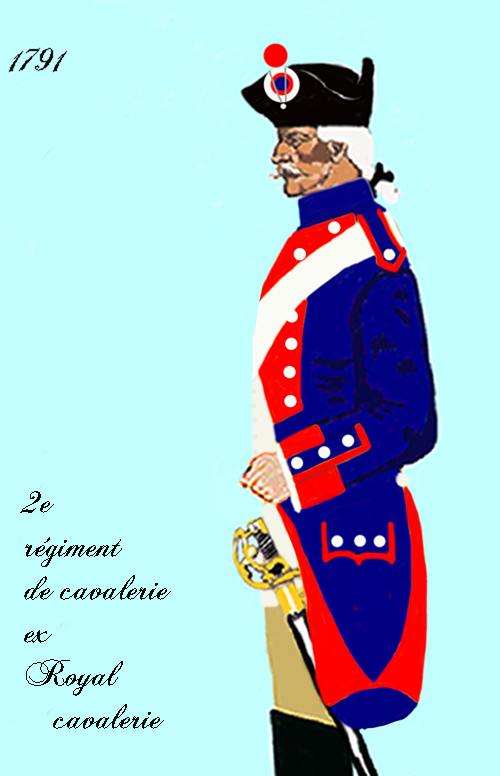
2e régiment de cavalerie à partir de 1791

Depuis la paix jusqu'à la Révolution, on trouve le régiment en garnison en 1763 à Guise, en 1764 à Verdun, en 1765 au camp de Compiègne, en 1766 à Saint-Mihiel, en 1769 à Pontivy, en 1770 à Schlestadt, en 1771 à Saint-Lô, en 1772 à Bayeux, en 1773 à Commercy, en 1775 à Metz, 1778 à Belfort, en 1779 à Stenay, en 1780 à Ardres, Arras,
Aire, Hesdin, en 1781 à Béthune, en 1783 à Vesoul, en 1786 à Jussey, en 1787 à Haguenau, puis à Strasbourg, en 1791 à Lauterbourg et en 1792 à Landau, où il était tout porté pour faire partie de l'armée du général Custine.

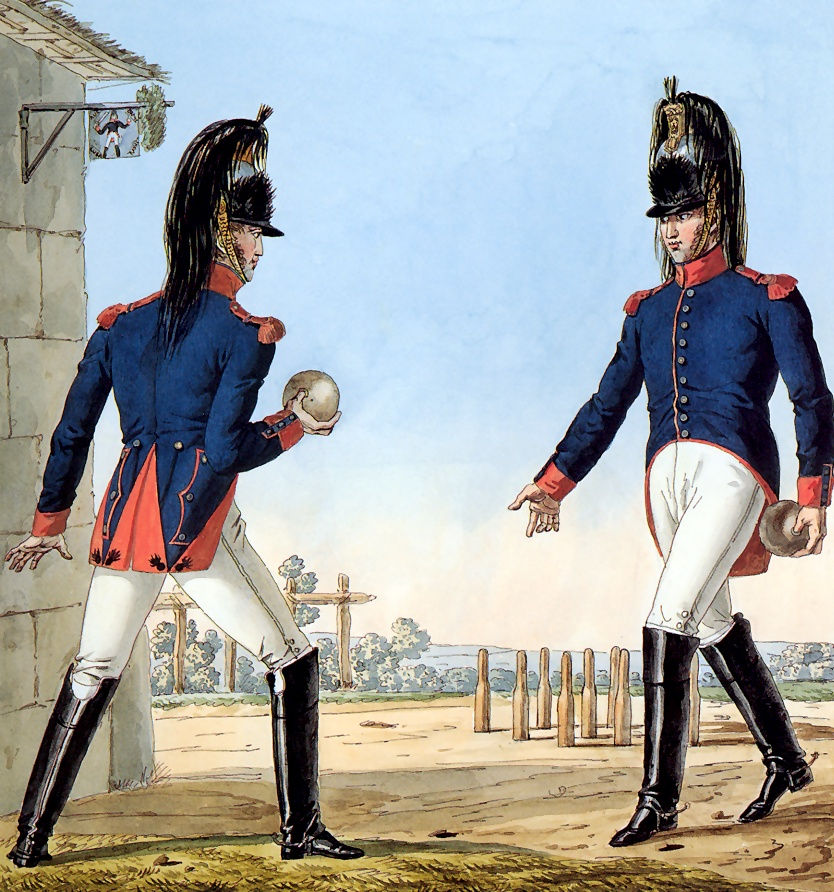
Cuirassiers du 2e régiment de cuirassiers de la Grande Armée, illustration de Vernet de la série La grande armée de 1812.

Par ordonnance royale en date du 1er janvier 1791, le régiment Royal cavalerie prend le nom de 2e régiment de cavalerie.

Par Arrêté du 18 nivôse an IV (8 janvier 1796), le 2e régiment de cavalerie prend le nom de 2e régiment de cuirassiers.

## Personnalités liées au régiment
- Louis-François-Armand de Vignerot du Plessis de Richelieu alors capitaine.

### François de Barthon de Montbas
Fils de Pierre de Barthon de Montbas (Gentilhomme de la Chambre du Roi, grand réformateur des Eaux et Forêts de Normandie, chevalier de L'Ordre du Roi et capitaine de 100 lances) et de Jacquette Bonnin, François de Barthon, vicomte de Montbas est né vers 1613 et décédé à Melun le 10 janvier 1652 à l'age de 40 ans. 

Page de Richelieu il fut Gentilhomme ordinaire de la Chambre du Roi, lieutenant général des armées et gouverneur des villes et châteaux de Melun, de Corbeil, de Lagny et du pays de Brie. Il fut blessé à la Bataille de Rocroi. Marié à Blois le 10 janvier 1652 avec Denise de Maillé-Brézé († 12 janvier 1669) il eut 2 enfants :
1. François de Barthon de Montbas, seigneur de Lubignac et comte de Montbas, marié à Orléans le 19 janvier 1671 avec Anne Aubert († 1693)
2. Dorothée de Barthon de Montbas, mariée le
  1. 21 juillet 1665 à Théophile de Besiade d'Avaray, seigneur d'Avaray et marquis d'Avaray (1617-1682) décédé à l'age de 65 ans
  2. Pierre de Nuchèze, seigneur de la Brulonnière
  3. Guillaume Millet, seigneur de Janvre († 3 avril 1684)

### François Philippe de Castille de Chenoise
Fils de Jean de Castille, marquis de Chenoise ,baron de Bouquehaut (ou Boucaut, en 1639), seigneur de Chenoise, Le Grand-Boissy, Pouilly, Mortery, Austins, Bignollet, Troissy (près Château-Thierry),Nesle, Fleury, Le Haut-Verger (Vexin) et de Diane Louise de Bouvant (ou Bouvens, Bouvent),  François Philippe de Castille marquis de Chenoise est tué au combat d'Altenheim en janvier 1675,.